# Турецкий марш (Бетховен)
Турецкий марш (итал. Marcia alla turca) — известная тема классического марша Людвига ван Бетховена. Он был написан в турецком стиле, популярном в то время.
Эту тему Бетховен впервые использовал в своей вариации под названием «6 вариаций на оригинальную тему», соч. 76, 1809 г. В 1811 году Бетховен написал увертюру и эпизодическую музыку к восьмичастной пьесе Августа фон Коцебу под названием «Руины Афин» (соч. 113), премьера которой состоялась в Пеште в 1812 году.
Оркестровая версия марша, как и вся пьеса «Руины Афин», написана для пикколо, 2 флейт, 2 гобоев, 2 кларнетов, 2 фаготов, контрафагота, 4 валторн, 2 труб, 3 тромбонов (альт, тенор и бас), литавр, треугольника, тарелок, бас-барабана, кастаньет, скрипок (I и II), альтов, виолончелей и контрабасов.
Тональность марша ― си-бемоль мажор, темп ― Vivace (с итал. живо), размер ― 2/4. Его динамическая схема весьма напоминает процессию, начинаясь с пианиссимо, постепенно переходя к кульминации в фортиссимо, потом отступая обратно к пианиссимо через коду. В отличие от многой оркестровой музыки, написанной Бетховеном, деревянные духовые инструменты являются доминирующим голосом, а не струнные.

## Другие работы
В 1846 году Ференц Лист сочинил «Каприччио в турецком стиле на мотивы Бетховена», S.388, пьесу, одной из главных тем которой является «Турецкий марш».  Композитор Антон Рубинштейн аранжировал популярную фортепианную версию марша Си-бемоль, в темпе Allegretto. Позднее Сергей Рахманинов далее аранжировал версию Рубинштейна, услышанную им в 1928 году.
«Турецкий марш» также является вступительной темой мексиканского ситкома «Эль-Чаво-дель-Очо».